# Widryki
Widryki (deutsch Widdrichs) ist ein Ort in der polnischen Woiwodschaft Ermland-Masuren. Er gehört zur Landgemeinde Lidzbark Warmiński (Heilsberg) im Powiat Lidzbarski (Kreis Heilsberg).

## Geographische Lage
Widryki liegt im nördlichen Westen der Woiwodschaft Ermland-Masuren, sieben Kilometer nordwestlich der Kreisstadt Lidzbark Warmiński (Heilsberg).

## Geschichte
Der kleine Ort Wiedrichs, der sich nach 1785 Widrichs und nach 1820 Widdrichs schrieb, bestand aus ein paar kleinen Gehöften. Im Jahre 1874 wurde die Landgemeinde Widdrichs in den soeben erst errichteten Amtsbezirk Heilsberg aufgenommen. Der gehörte zum ostpreußischen Kreis Heilsberg im Regierungsbezirk Königsberg.
Im Jahre 1910 zählte Widdrichs 62 Einwohner, im Jahre 1925 waren es 53.
Am 1. April 1938 gab Widdrichs seine Eigenständigkeit auf. Das Dorf wurde in den Nachbarort Retsch (polnisch Redy) eingemeindet.
Als 1945 in Kriegsfolge das gesamte südliche Ostpreußen an Polen abgetreten wurde, erhielt Widdrichs die polnische Namensform „Widryki“. Als eine Osada (= „Siedlung“) ist das Dorf heute eine Ortschaft im Verbund der Gmina Lidzbark Warmiński (Landgemeinde Heilsberg) im Powiat Lidzbarski (Kreis Heilsberg), von 1975 bis 1998 der Woiwodschaft Olsztyn, seither der Woiwodschaft Ermland-Masuren zugehörig.

## Religion
Widryki gehört heute wie schon Widdrichs bis 1945 zur römisch-katholischen Pfarrei in Lidzbark Warmiński (Heilsberg), die heute dem Erzbistum Ermland zugeordnet ist.
Bis 1945 war Widdrichs auch in die evangelische Kirche Heilsberg innerhalb der Kirchenprovinz Ostpreußen der Kirche der Altpreußischen Union eingepfarrt. Widryki ist heute jedoch in die Diözese Masuren der Evangelisch-Augsburgischen Kirche in Polen eingegliedert.

## Verkehr
Widryki liegt an einer Nebenstraßenverbindung, die die polnisch Woiwodschaftsstraße 513 (hier im Abschnitt der einstige deutschen Reichsstraße 142) bei Lauda (Lawden) mit der Woiwodschaftsstraße 511 (einstige Reichsstraße 134) bei Nowa Wieś Wielka (Neuendorf bei Heilsberg) verbindet. Bis 1945 war Neuendorf-Nerfken die nächste Bahnstation. Sie lag an der heute nicht mehr existierenden Bahnstrecke (Niedersee–) Rothfließ–Zinten (–Königsberg).